# Марфиевич, Николай Иванович
Николай Иванович Марфиевич (20 марта 1898, с. Испас — 2 сентября 1967, Киев) — украинский советский поэт и писатель.

## Биография
Родился 20 марта 1898 года в селе Испас на Буковине, тогда Австро-Венгерской империи, в бедной многодетной крестьянской семье.
После окончания учительской семинарии в Черновцах учительствовал в родном селе.
Во время Первой мировой войны был призван в австро-венгерскую армию, воевал на итальянском фронте.
В 1918 году вернулся на Буковину, после войны ставшей частью Румынии, снова учительствовал.
Начал выступать как поэт, под псевдонимом Остап Разсолода его стихи печатались в местных газетах.
Активно участвовал в общественной жизни — в родном селе организовал празднование юбилея Тараса Шевченко, но за свою речь подвергся преследованиям со стороны румынских властей. Также в это время отказывался преподавать в школе на румынском языке, открыто выступал против национального угнетения в украинцев в Румынии.
В 1923 году за политическую деятельность был арестован румынской тайной полицией и заключен в тюрьму, но отпущен.
В начале 1924 года бежал на Советскую Украину, поселился в Киеве, преподавал, учился в аспирантуре Института языкознания АН УССР.
Выступал как поэт, прозаик и драматург, входил в литературную организацию «Западная Украина».
В 1927—1929 годах — на срочной службе в РККА.
В 1930—1940 годах работал учителем в Киеве.
Участник Великой Отечественной войны с июля 1941 года, был в составе 168-го артполка с которым отступал от Киева к Москве, уже через месяц был легко ранен, но вернулся в строй, осенью 1941 года при обороне Москвы был старшим военным переводчиком 152-го Можайского укрепрайона.
В дальнейшем всю войну — с конца 1941-го и до Победы — старший лейтенант, начальник приёмного пункта взвода радиоперехвата 1-го отдельного полка связи 1-й Воздушной армии, работал с радиуловителем «Редут», как отмечалось в наградных документах, зарекомендовал себя таким образом, что перевод радиоперехватов от него докладывался незамедлительно в штаб и напрямую лётчикам, как ценный переводчик прикомандировывался для проведения разведзадач 303-й авидивизией, к опергруппе генерал-лейтенанта В. А. Ушакова, только в мае-июне 1944 года лично обратотал 110 радиограмм в результате чего:

c 10.05 по 20.6 по данным радиоперехвата тов. Марфиевича было сбито два разведчика противника, один Ю-88, один Ме-109… выявлялись аэродромы базирования противника…— из наградного листа на Орден Красной Звезды, сентябрь 1944 года
Награждён Орденом Красной Звезды (1944), медалями «За оборону Москвы», «За взятие Кенигсберга», «За победу над Германией».
После войны работал в университетах Киева, а в последние годы жизни — на кафедре немецкого языка Черновицкого университета. Член КПСС с 1951 года.
Выступал с литературоведческими статьями и статьями по проблемам перевода в научных журналах.
Умер в 1967 году в Киеве, похоронен на Байковом кладбище.

## Память
В 1998 году имя Николая Ивановича Марфиевича присвоено школе его родного села Испас.

## Творчество
Первые стихотворения написал еще в семинарии. Некоторые из них были опубликованы в черновицких газетах в 1915 году.
В 1919—1923 годах выступил с циклами своих стихов, в 1922 году в Румынии издан сборник стихотворений «Між верхами».
Во второй половине 1920-х годов вышли поэмы «Микола Шугай» (1927), «Галата» (1930), сборник стихотворений «Буковині» (1930).
Как прозаик написал повесть «Против бояр» (1929), рассказ «Крутіж». Как драматург — автор пьесы «Построим Днепрострой» (1928).
Выступал как переводчик, в частности, в 1961 году перевёл на немецкий язык поэму Тараса Шевченко «Кобзарь» («Der Kobsаr»).
После смерти Марфиевича сборники его стихов выходили в издательстве «Карпаты» — «Черемоше, братку мой» (1968) и киевском издательстве «Радянський письменник» — «Добрый день» (1974).